# Round Rock Express
De Round Rock Express er et Minor league baseballhold fra Round Rock (forstad til Austin), Texas. De spiller i den Southern Division i American Conference of the Pacific Coast League. Deres stadion hedder Dell Diamond. De er relateret til Houston Astros.
| Sport | Spire Denne artikel om sport er en spire som bør udbygges. Du er velkommen til at hjælpe Wikipedia ved at udvide den. |